# Gorgonia elegans
Gorgonia elegans is een zachte koraalsoort uit de familie Gorgoniidae. De koraalsoort komt uit het geslacht Gorgonia. Gorgonia elegans werd in 1864 voor het eerst wetenschappelijk beschreven door Duchassaing & Michelotti. 